# كيشور محبوباني
كيشور محبوباني (بالسندية: ڪشور محبوباڻي)؛ (24 أكتوبر 1948 -) هو بروفيسور سنغافوري وعميد كلية لي كوان يو للسياسة العامة التابعة لجامعة سنغافورة الوطنية. شغل منصب وزير خارجية سنغافورة. شغل منصب ممثل سنغافورة الدائم في الأمم المتحدة ورئيس الجمعية العامة للأمم المتحدة. حصل على الدكتوراة الفخرية من جامعة دالهاوسي الكندية.

## الجوائز والتقدير
- المرتبة 94 في قائمة أول 100 مفكر عالمي حسب فورين بوليسي، 2011[2]

## مؤلفاته
- هل يستطيع الآسيويون التفكير؟ فهم الهوة بين الشرق والغرب، 2001
- ما بعد عصر البراءة، إعادة بناء الثقة بين أمريكا والعالم، 2005
- نصف العالم الآسيوي الجديد: التحول الحتمي للقوة العالمية نحو الشرق، 2008

## وصلات خارجية
- الموقع الرسمي